# Ендру Тејт
Емори Ендру Тејт III (енгл. Emory Andrew Tate III; Вашингтон, 1. децембар 1986) америчко-британски је бивши професионални кик-боксер и инфлуенсер. Након каријере у кик-боксу, почео је да нуди плаћене курсеве и чланства преко свог веб-сајта, а касније је постао познат као онлајн инфлуенсер. Добио је критике због мизогиних изјава.

## Биографија
Одрастао је у Лутону, у Енглеској. Син је Еморија Тејта, афроамеричког шахисте. Мајка му је радила као угоститељка.
Године 2009. наводно је био запослен у продаји телевизијског оглашавања, али од 2005. се бавио боксом и борилачким вештинама са стране. Те године освојио је шампионат Међународне спортске карате асоцијације у Дарбију и био први у својој дивизији у Европи.
Освојио је своју прву ИСКА светску титулу нокаутом у реваншу против Жан-Лика Беноа, пошто је претходно изгубио од Беноа одлуком. Године 2013. освојио је своју другу ИСКА светску титулу у мечу од 12 рунди, чиме је постао светски шампион у две различите тежине.

### Каријера на интернету
Користио је онлајн профиле да усмери саобраћај на свој веб-сајт која нуди курсеве за богаћење и „мушко-женске интеракције”. Према веб-сајту, води студио за веб-камере у коме су запослене девојке. Он и његов брат оптужени су да користе снимке девојака са веб-камера и да продају видео клипове мушкарцима и да на томе зарађују милионе долара. Основао је приватну онлајн академију Hustler's University (која није акредитована образовна институција), где чланови плаћају месечну чланарину како би добили упутства о темама као што су продаја директном доставом и трговина криптовалутама. Чланови такође добијају значајну провизију за регрутовање других људи на веб-сајт. Током 2022. године истакао се охрабрујући чланове универзитета да поставе велики број његових видео-снимака на веб-странице друштвених медија, укључујући TikTok, где су прегледани преко 11,6 милијарди пута.

## Контроверзе
Године 2016. скренуо је пажњу јавности након што је уклоњен из седамнаесте сезоне Великог брата након објављивања видео-снимка у којем се чини да туче жену каишем. Након тога је уклоњен из емисије. Рекао је да су акције биле споразумне и на Facebook је поделио снимак жене, која тврди да је жена на снимку, рекавши да је то „игра”.
Привукао је пажњу својим твитовима у којима је изнео своје виђење онога што се квалификује као сексуално узнемиравање у случајевима сексуалног злостављања од стране Харвија Вајнстина и због тога што је твитовао неколико изјава о свом ставу да жртве сексуалног напада деле одговорност за нападе. Године 2017. рекао је да депресија није права болест, што је наишло на значајну реакцију публике.
У сада избрисаном видео-снимку објављеном на свом YouTube каналу, изјавио је да је одлучио да се пресели у Румунију јер је било лакше да буде ослобођен оптужби за силовање у источној Европи. У априлу 2022. The Daily Beast је известио да је румунска полиција упала у Тејтову кућу у вези са истрагом о трговини људима и силовању, подстакнутом извештајима да је једна Американка држана на имању против њене воље. Румунске власти су на имању затекле и Румунку и Американку. Од априла 2022. румунске власти су саопштиле да је истрага још увек у току. Портпарол Стејт департмента се осврнуо на пријаву отмице, али је одбио да даље коментарише, наводећи разлоге за приватност.
У октобру 2022. објавио је да је прешао у ислам. Истовремено је постао виралан видео у коме се моли у џамији у Дубаију.